# Radaniti

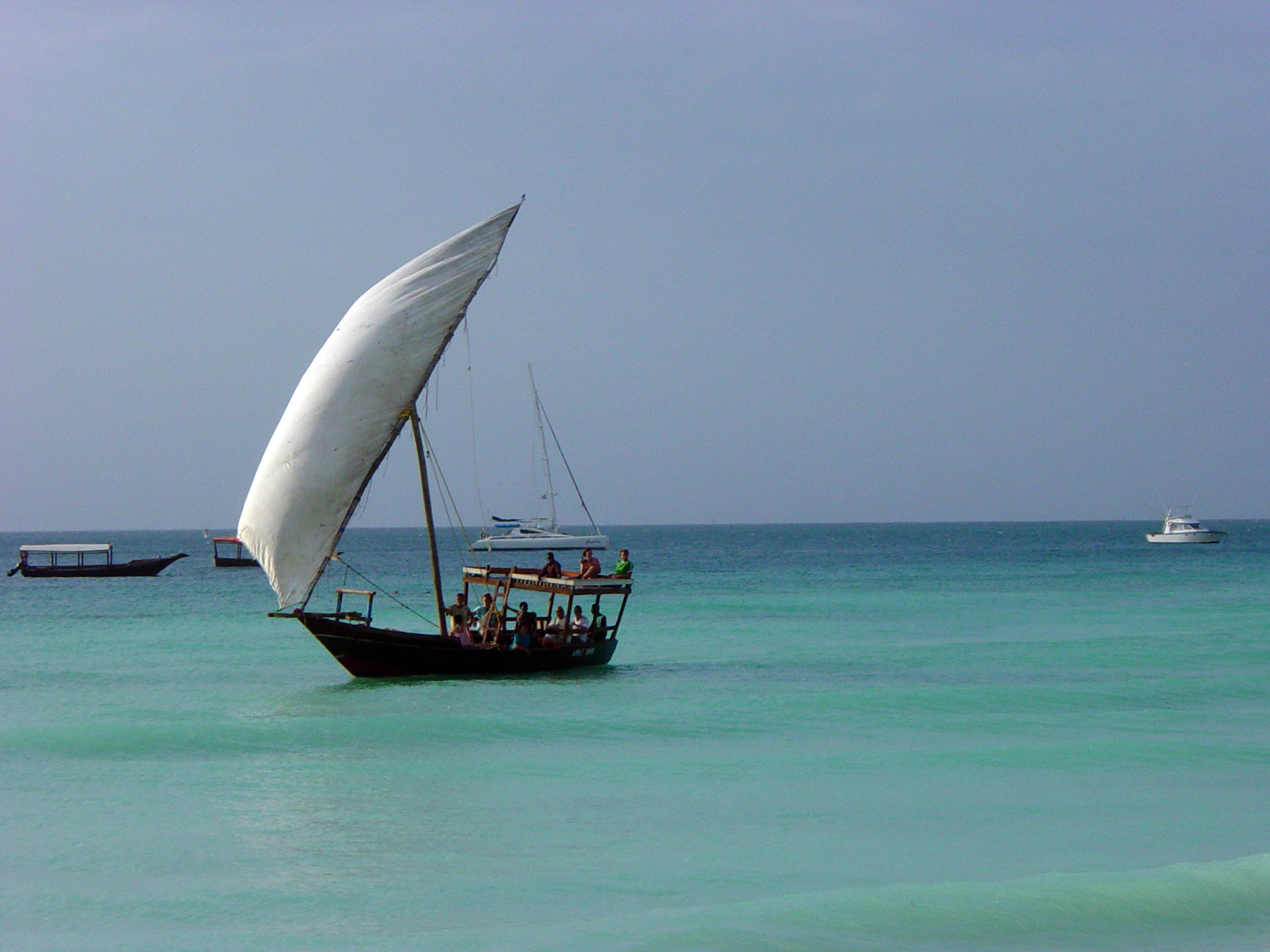
La maggior parte del commercio dei Radaniti attraverso l'oceano Indiano sarebbe stato condotto grazie a battelli costieri come questo dhow.

I Radaniti o Radhaniti (in ebraico, רדהני / Radhani (singolare) o רדהנים / Radhanim (plurale); in arabo الرﺍذﺍنية‎?, al-Rādhāniyya) furono mercanti ebrei dell'Alto Medioevo. Sembra che abbiano svolto un ruolo fondamentale negli scambi mercantili di prodotti rari e di lusso tra il mondo cristiano e quello musulmano, specialmente nel IX secolo dell'era cristiana.. 
Malgrado le teorie di Henri Pirenne, che parlava di una cesura pressoché totale dei traffici fra Europa cristiana e mondo islamico, i rapporti commerciali e culturali non erano in realtà mai venuti meno, anche se resi indubbiamente più difficili dalle saltuarie ostilità (non solo ideologiche) tra le due sponde contrapposte del mar Mediterraneo e le attività piratesche di entrambi gli schieramenti. A fungere da intermediari fondamentali furono di norma gli ebrei, come pure le società commerciali miste islamico-ebraico-cristiane in epoca fatimide, così come mostrato dai documenti scoperti e in via d'interpretazione della Geniza del Cairo.
 Le rotte commerciali attive in epoca imperiale romana restarono sostanzialmente utilizzate anche in periodo alto-medievale grazie agli sforzi dei Radaniti. I loro itinerari coprivano una gran parte dell'Europa, del Nordafrica, del Vicino Oriente, del Medio Oriente e dell'Asia centrale, estendendosi fino all'India e alle aree di cultura cinese. Non si sa tuttavia se il termine "Radaniti", utilizzato unicamente da una sola fonte diretta, si possa riferire a una specifica corporazione, a una casta o se si sia trattato di un termine generico per indicare i mercanti ebrei che praticavano il commercio trans-eurasiatico.

## Fonti
Una sola fonte diretta menziona i Radaniti. La loro esistenza e le loro attività ci sono noti grazie al testo di Abū l-Qāsim ʿUbayd Allāh b. Khordādbeh, il Kitāb al-masālik wa l-mamālik (Libro delle strade e dei reami), redatto tra l'846 e l'886 (il passaggio sui Radaniti data alla prima edizione dell'846). La funzione che egli assolveva come direttore della poste (e del controspionaggio), quella cioè del Ṣāḥib al-barīd, nella provincia del Jibāl (attuale Azerbaigian persiano) per il califfo abbaside al-Muʿtamid (r. 870-885), sembra suggerire che egli avesse tutte le qualità necessarie per fornire informazioni relative al commercio dei Radaniti, ma è impossibile sapere se egli avesse una conoscenza diretta o indiretta degli elementi che egli riporta nella sua opera..
La storiografia concorda sul carattere unico della fonte. Il libro Kitāb al-buldān (Il libro delle contrade) di Ibn al-Faqih al-Hamadani, del X secolo menziona i Radaniti, ma si tratta di una classica epitome degli scritti di Ibn Khordādbeh.. Nondimeno Kevin Alan Brook cita un articolo polacco del 1936 che identifica due altre menzioni dei Radaniti: il Sefer ha-Dinim (Libro delle prescrizioni), un resoconto ebraico dei viaggi di Yehuda ben Meir di Magonza, che cita Przemyśl e Kiev come empori commerciali lungo la rotta radanita e, all'inizio del XII secolo, un commerciante ebraico di nome Yitzhak Dorbelo che avrebbe scritto di aver viaggiato con mercanti radaniti fino in Polonia.

## Testo del resoconto di Ibn Khordādhbeh

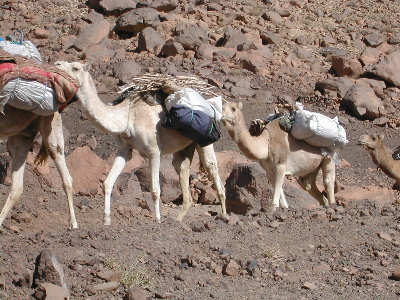
Una carovana di dromedari in Algeria. La maggior parte degli scambi commerciali condotti dai Radaniti tra Tangeri e la Mesopotamia sarebbe stata effettuata a dorso di dromedario.

Qualche volta questi mercanti ebrei, quando imbarcano Franchi nel loro Paese, sul mar Occidentale, si dirigono alla volta di Antiochia (all'imboccatura dell'Oronte); da lì, per via di terra, fino ad al-Jābiya (al-Hanaya, ai bordi dell'Eufrate). Là s'imbarcano sul fiume Eufrate e raggiungono Baghdad, da dove discendono il fiume Tigri verso al-Ubulla. A partire da tale città irachena, costoro navigano verso l'Oman, Sind, Hind e Cina. Seguendo un itinerario terrestre, i mercanti che partivano da al-Andalus, dalla Spagna cristiana o dalla Francia si recavano di norma a Sūs al-Aqṣā (oggi in Marocco) e quindi a Tangeri, da dove proseguivano alla volta di Qayrawān e della capitale dell'Egitto, Fusṭāṭ. Da lì essi andavano ad al-Ramla, visitavano Damasco, al-Kūfa, Baghdad e al-Baṣra, attraversando Ahvaz, il Fārs, Kirmān, Sind, Hind, e infine arrivando in Cina. Talvolta essi prendevano invece la via verso Roma e, traversando il Paese degli Slavi, arrivavano a Khamlīj (o Khamlīk), la capitale dei Khazari. S'imbarcavano sul mar Caspio (Mare del Jorjan), arrivavano a Balkh, traversavano l'Oxus e continuavano il loro viaggio verso Yurt, Toghuzghuz, il Paese degli Uiguri e di là verso la Cina.»

## Origine dei Radaniti
Diverse etimologie sono state proposte per l'etnonimo Radaniti e per l'origine di questi commercianti ebrei. Tra esse, una ipotesi, più antica, considera i Radaniti discendenti degli ebrei insediati in Francia dai tempi più antichi, mentre i sostenitori di una seconda ipotesi pensano che il centro delle loro attività fosse situato in Oriente (Iraq o Persia).

### I Radaniti, discendenti degli ebrei d'Occidente?

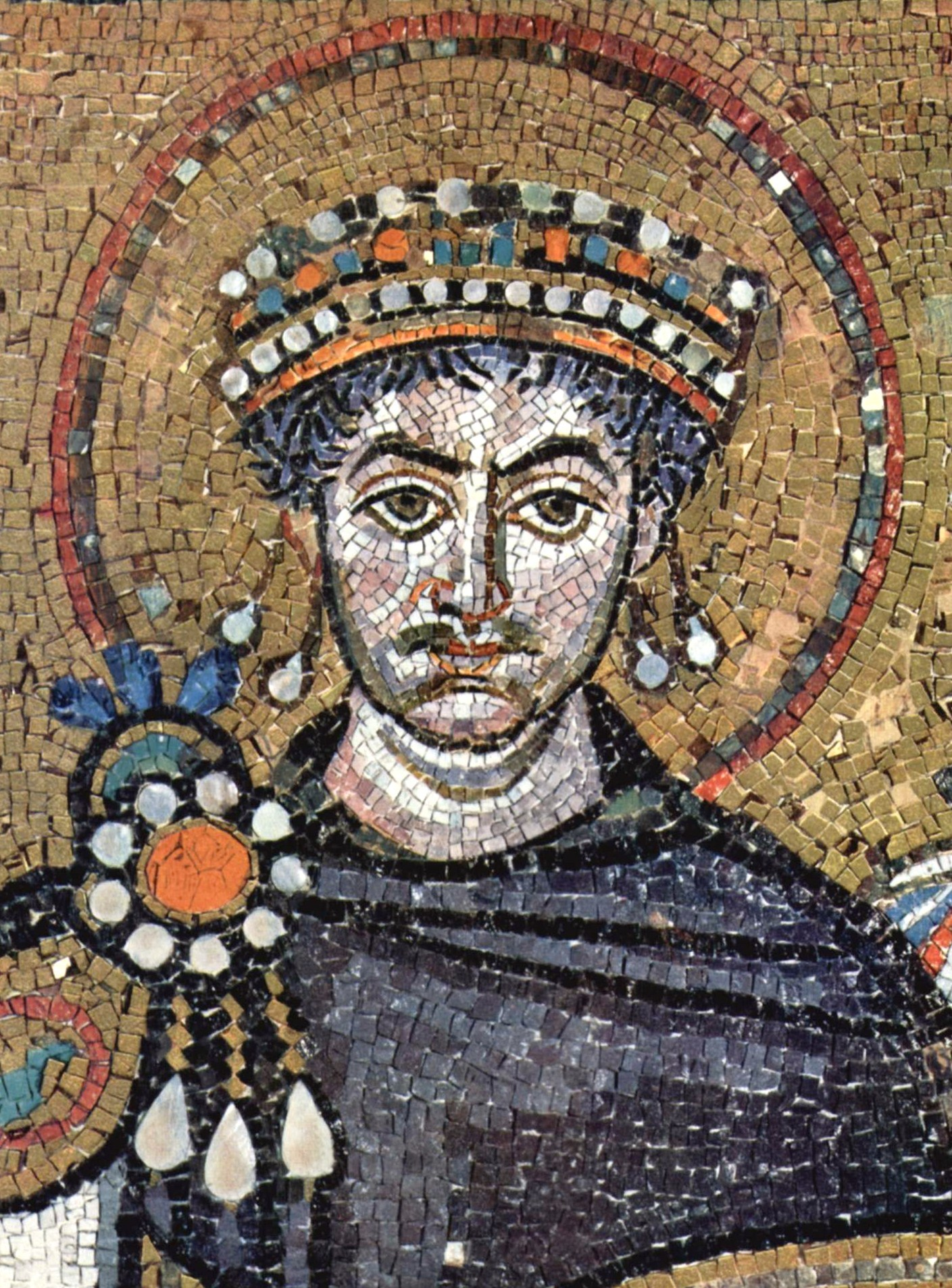
Giustiniano I riduce i diritti degli ebrei nell'Impero romano d'Oriente.

Il popolamento ebraico dell'Occidente cristiano è conseguenza probabile del fatto che essi avrebbero seguito, in veste di mercanti, le legioni romane. I Radaniti organizzarono empori nei principali centri commerciali da loro toccati nell'Impero romano: porti, incroci viari, città fluviali e mercati. A proposito delle colonie ebraiche in tutto l'Impero, in Occidente e in Oriente, il geografo greco Strabone scriveva: «Non è facile trovare un luogo sulla Terra che non abbia ricevuto questa razza». Gli ebrei beneficiavano di numerosi privilegi, attribuiti loro da Giulio Cesare, Augusto e Tiberio, a causa della ricchezza creata dalle loro attività commerciale. Nel 212, gli ebrei diventano cittadini romani (cives), considerati quindi uomini liberi.
Essi s'insediano stabilmente in Francia a partire dal IV secolo inizialmente nella vallata del Rodano e poi, a partire da lì, nel resto del Paese. Creano ugualmente empori in Germania (Colonia, Magonza…) e in Spagna (Tarragona, Granada, Cordova…). Nello stesso tempo, il Cristianesimo si allarga poco a poco nell'Impero romano e viene infine autorizzato. Essendo diventato religione ufficiale dell'Impero nel IV secolo, la situazione degli ebrei si deteriora, tanto più che la loro prosperità relativa suscita bramosie e invidia. Teodosio I, Costanzo III e Giustiniano I riducono poco per volta i loro diritti. Tuttavia, con la disgregazione dell'Impero romano e la diminuzione del potere della Chiesa di Roma che ne consegue, la loro sorte momentaneamente migliora.
La conversione dei Visigoti e dei Franchi rese loro difficile la situazione: una successione di concili ecumenici diminuì i loro diritti finché Dagoberto I li obbligò a convertirsi o a lasciare i suoi domini francesi e tedeschi nel 633 Tuttavia la presenza ebraica nei territori franchi prese a diminuire da quell'epoca col deterioramento del potere reale merovingio, i commercianti ebrei tornarono nelle terre franche e s'insediarono principalmente a Metz, Verdun e Narbona. I Radaniti sarebbero i discendenti di quegli ebrei stabilitisi in Francia dai tempi più remoti. Cecil Roth e Claude Cahen, fra gli altri, individuano il loro nucleo insediativo originario nella Valle del Rodano, il cui nome latino era Rhodanus. Secondo gli specialisti, il centro delle attività radanite era probabilmente da situare nel regno franco, dal momento che tutte le strade commerciali partivano o giungevano lì.

### Un'origine orientale?
Numerosi studiosi, tra cui Charles Barbier de Meynard e Moshe Gil, pensano che il termine Radaniti si riferisca a un distretto della Mesopotamia chiamato paese di Radhan (una regione a est del fiume Tigri, vicino a Baghdad) nei testi arabi ed ebraici dell'epoca.
Alcuni esperti affermano che il centro radanita fosse la città di Ravy (Rhages) nel nord della Persia. Infine altri specialisti pensano che il nome derivi dal persiano rah (cammino, via) e da dān (Colui che sa), cosa che genererebbe «colui che conosce i cammini». Le lingue occidentali che aggiungono il suffisso « -ita, -ite » al termine, completerebbero l'etnonimo.

## Attività commerciale dei Radaniti
Mentre la maggior parte dei traffici mercantili tra Europa ed Estremo Oriente era stata condotta da intermediari originari della Persia o dell'Asia centrale, i Radaniti furono tra i primi a stabilire una rete commerciale che si estendeva dall'Europa occidentale fino all'Asia più lontana. I Radaniti furono del pari i soli a commerciare non occasionalmente tra l'Europa e il Vicino Oriente nell'Alto Medioevo. Fatto ancor più notevole, essi condussero questi commerci intercontinentali su base regolare e per un periodo di tempo prolungato.
I Radaniti (Judaei) sarebbero stati anticipati da mercanti siriaci cristiani (Syri) che commerciavano tra Occidente e Oriente sotto i Merovingi e rifornivano le corti reali del nord dell'Europa di prodotti rari e preziosi. Le fonti divergono tuttavia circa l'esistenza di una chiara differenziazione tra Judaei e Syri. Maurice Lombard afferma che essi commerciavano prodotti diversi e che conobbero il loro apogeo in periodi distinti.. Con la conquista del Vicino Oriente da parte dei musulmani arabi, i Syri scompaiono.

Altri studiosi specialisti, come Postan, contestano una simile distinzione: Judaeus e Syrus erano termini più o meno sinonimi che designavano piuttosto un'attività mercantile di lunga percorrenza e non un'origine etnica..

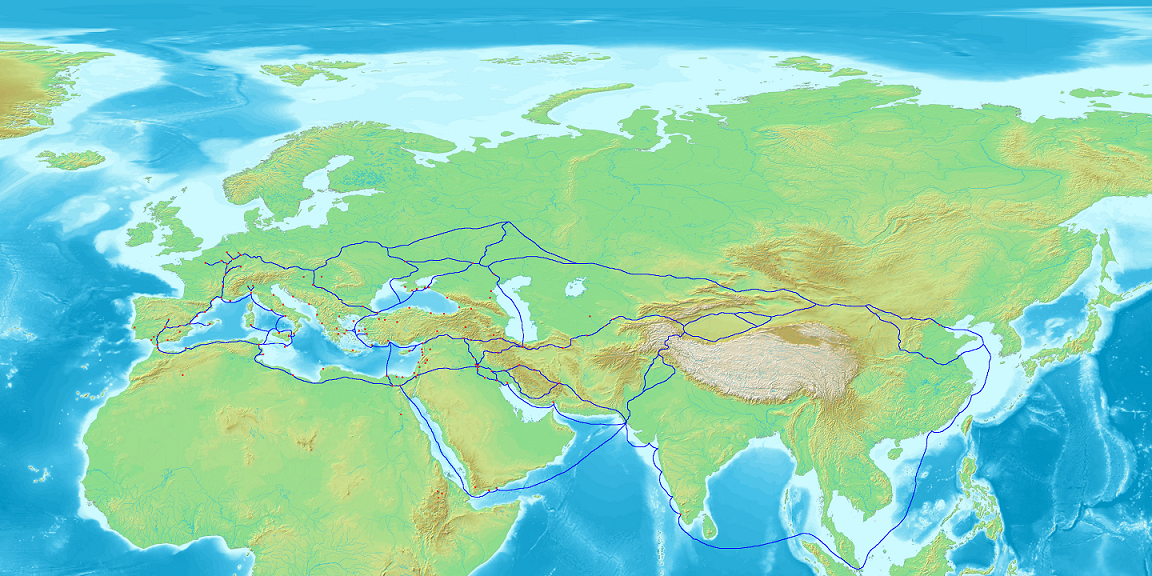
Mappa della rete commerciale dei Radaniti in Eurasia verso l'870, descritta da Ibn Khordādbeh nel Kitāb al-masālik wa l-mamālik.

Ibn Khordādbeh riferisce che i Radaniti erano persone colte e raffinate e che parlavano numerose lingue. Quattro itinerari commerciali erano da essi utilizzati e tutti partivano dalla Valle del Rodano e conducevano fino all'estremo limite della Cina:
1. un itinerario discendeva la valle del Rodano e che arrivava ai porti provenzali di Arles e Marsiglia. Di là, i Radaniti veleggiavano fino all'Egitto, per poi imbarcarsi sul mar Rosso alla volta dell'India.
2. un percorso conduceva i mercanti via mare nel nord della Siria: a partire da Antiochia, essi attraversavano via terra l'Iraq, per poi andare via mare attraverso il golfo Persico fino nel nord-ovest dell'India, a Ceylon e nell'Estremo Oriente. Sembra che essi si recassero anche via terra in India e in Cina.
3. un itinerario - trattato in modo assai insoddisfacente da Ibn Khordādbeh[21] - passava invece per Praga (all'epoca già fiorente commercialmente, come attesta il viaggiatore ebreo convertito Ibrāhīm b. Yaʿqūb, apparentemente incaricato di una missione geografica nell'Est europeo[22]) il regno di Bulgaria, l'Asia centrale, il nord dell'Iran e seguiva l'antica via della seta fino in Cina. Era su questa rotta che costoro avrebbero beneficiato dell'aiuto dei Khazari, probabilmente loro correligionari.
4. l'ultimo tragitto passava per al-Andalus, l'Africa del Nord, la Palestina, Damasco, l'Iraq, l'Iran e arrivava fino in India.

I viaggi dei Radaniti erano lunghi e pericolosi e duravano spesso vari anni: un anno circa era necessario per andare da Cordova a Baghdad. Le carovane radanite erano protette da cavalieri in armi; in una lettera dell'XI secolo, trovata nella Geniza del Cairo, gli ebrei di Alessandria (Iskandariyya) domandavano alle autorità fatimidi del Cairo di ottenere la liberazione dei mercanti rapiti dai pirati. La sorte delle comunità ebraiche insediate lungo il percorso dei Radaniti e che facilitavano grandemente i loro traffici era del pari precaria: la città di Canton, principale centro radanita in Cina, conobbe diversi sommovimenti sociali, durante i quali i commercianti stranieri venivano massacrati.

In Europa, le fortune finanziarie dei Radaniti suscitava l'invidia e il rancore dei cristiani. Agobardo, vescovo di Lione, scrisse nell'827 al vescovo di Narbona (in cui un buon numero di Radaniti viveva) per denunciare la presenza ebraica. I viaggi dei Radaniti erano ugualmente resi penosi dai divieti alimentari tipici della legislazione religiosa ebraica: secondo i testi rabbinici del nord e dell'est della Francia, essi dovevano astenersi dal consumo di carne nella misura in cui i mercanti non avessero avuto la possibilità di rifornirsi di carne casher lungo i loro tragitti.
I Radaniti trasportavano principalmente beni ad elevata utilità marginale e di ingombro contenuto, in particolare spezie, (muschio, aloe, canfora, cannella, e altro), porcellane, profumi, gioielli e seta. Commerciavano anche petrolio, incenso, armi in acciaio, tessuti, eunuchi e schiavi (in particolare Saqāliba). Questi ultimi due "beni" costituivano una parte importante della loro attività.

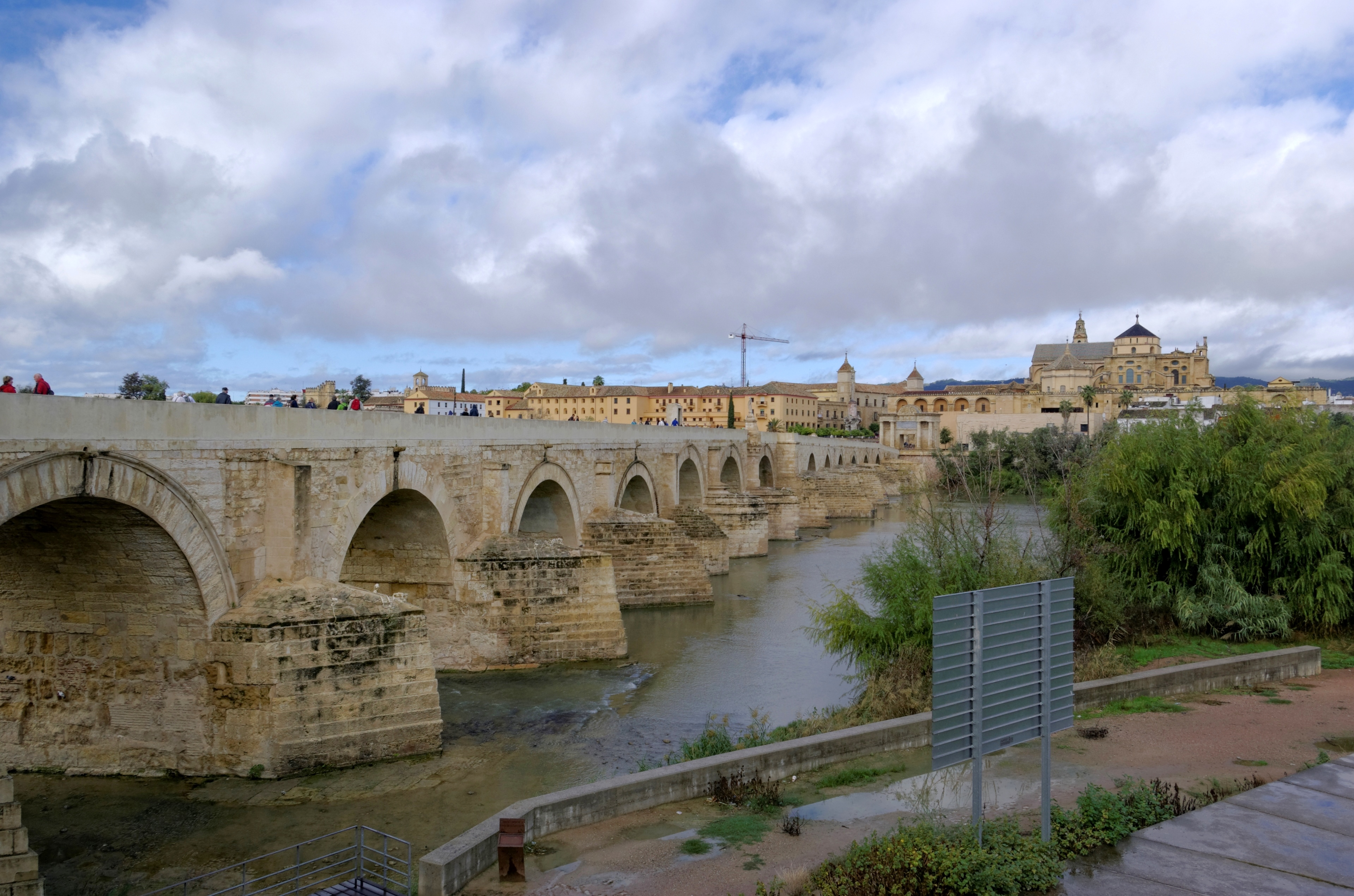
La Spagna musulmana (qui Cordova, col suo ponte romano e sullo sfondo la Cattedrale, un tempo Grande Moschea omayyade) era spesso la destinazione finale degli schiavi slavi commerciati dai Radaniti.

I Radaniti svolsero un ruolo essenziale nel traffico di uomini, che conobbe un forte sviluppo nel X secolo. Verdun, per esempio, uno dei principali centri commerciali radaniti, era un lucroso mercato di schiavi. Tale città era del pari un importante luogo di castrazione degli eunuchi. In origine, gli schiavi erano condotti in al-Andalus (talvolta passando per Verdun), e in seguito, dopo la rivolta degli Zanj, in Egitto e in Siria. Così, nel 961, i Saqāliba maschi erano 13.750 nella sola Cordova. I Saqāliba erano talmente numerosi da fondare una loro linea dinastica nel sud della Spagna nell'XI secolo, governando Dénia e le Baleari.
In ricompensa della ricchezza che procuravano, i Radaniti ebrei beneficiarono di diversi privilegi sotto i Carolingi, frequentando spesso la corte di Carlo Magno, e nel mondo musulmano in cui spesso si recavano. Tali privilegi irritavano fortemente le autorità religiose cristiane locali: la Chiesa di Roma considerava all'epoca che le attività economiche incoraggiavano la cupidigia e procuravano un "guadagno vergognoso" (turpe lucrum). Nel XII secolo, gli ebrei ashkenaziti dell'Europa del Nord pensavano che «re Carlo» avesse per primo condotto ebrei dalla penisola italica per insediarli nella valle del Reno. Del pari, Ludovico il Pio accordò nell'825 (o poco dopo) ai commercianti ebrei Domat, Samuel, Abraham di Saragozza, a David Davitis e a Joseph di Lione protezione per la loro vita e i loro beni, libertà di commercio e libertà religiosa. I documenti loro rilasciati s'ispiravano a quelli accordati da Carlo Magno, di cui però si sono perdute le tracce. Tali carte, accordate su domanda dei mercanti ebrei, li ponevano direttamente sotto la protezione dell'Imperatore ma non concedevano loro il diritto alla proprietà immobiliare, malgrado la grande disponibilità economica dei mercanti radaniti avrebbe consentito loro di accaparrarsi terreni ed edifici. Questo fatto viene tuttavia contestato da numerosi autori, in particolare da Esther Benbassa: "Non tutti gli ebrei godono tuttavia di una tale opulenza: maggior parte di loro sono agricoltori e viticultori nella Valle del Reno e della Saona.

## Un ruolo essenziale nell'Alto Medioevo

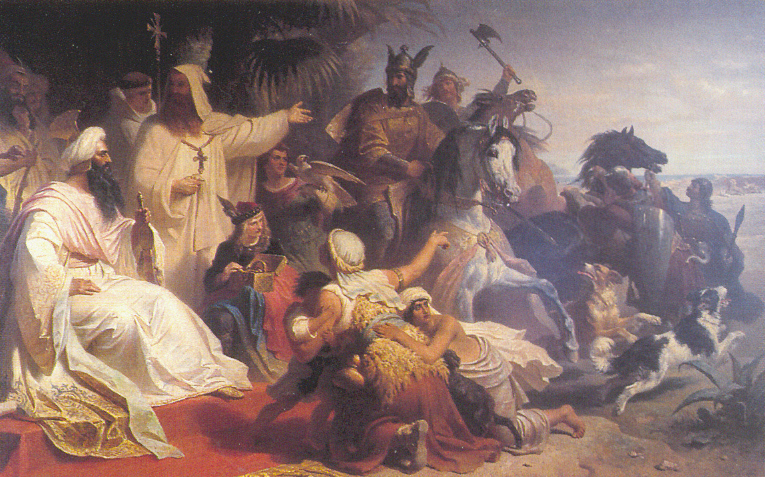
Dipinto di Julius Köcker rappresentante l'ambasciata di Carlo Magno alla corte del califfo abbaside Hārūn al-Rashīd. Quella delegazione era composta inizialmente da un mercante radanita e da due nobili franchi.

Durante l'Alto Medioevo, i Paesi islamici del Vicino Oriente e dell'Africa del Nord e i regni cristiani d'Europa vietavano frequentemente ai mercanti del campo avverso di entrare nei loro porti. I corsari delle due parti attaccavano a loro piacere i battelli della parte avversa. I Radaniti invece funsero da intermediari neutrali, permettendo alle grandi vie di comunicazione e di commercio tra i territori dell'antico Impero romano e dell'Estremo Oriente di rimanere aperte.
Essendo pressoché i soli a viaggiare tra Occidente e mondo musulmano, i Radaniti svolsero anche un ruolo politico. Così, allorché Carlo Magno cercò l'appoggio abbaside contro gli Omayyadi di al-Andalus, si servì d'un commerciante radanita di Narbona, di nome Isaac. Lo inviò con due nobili franchi presso la corte del califfo Hārūn al-Rashīd a Baghdad. I due uomini non sopravvissero alle fatiche del viaggio e Isaac tornò solo a Aix-la-Chapelle cinque anni più tardi, con vari regali per l'Imperatore, tra cui un elefante di nome ʿAbbās, che fu poi custodito nel parco dell'Imperatore (una specie di giardino zoologico, secondo una moda che rimarrà a lungo in auge presso vari monarchi).
I Radaniti, viaggiando per le differenti parti del mondo, contribuirono a diffondere le conoscenze. Così, essi portarono dalla Cina diverse tecnologie tra il IX e il X secolo, tra cui il collare equino che permise di utilizzare meglio la forza trainante dei cavalli, assolvendo a una funzione economica notevole e contribuendo a dare impulso al risveglio culturale conosciuto dalla cultura franca tra l'XI e il XII secolo.
Joseph di Spagna, forse un Radanita, secondo alcune fonti avrebbe introdotto le cifre arabo-indiane in Europa. Storicamente, le comunità ebraiche utilizzavano lettere di credito per trasportare grandi quantità di denaro senza assumersi il rischio di farsi rapinare lungo il loro tragitto. I mercanti ebrei del Medioevo svilupparono e utilizzarono su larga scala questo sistema: i commercianti radaniti si servivano di lettere di credito più semplici di quelle impiegate in una fase successiva. Esse permettevano ai Radaniti di commerciare su grandi distanze e sarebbero state inventate dai banchieri ebrei di Baghdad, precursori delle banche che presero piede - in Italia dapprima e nel resto del mondo cristiano occidentale poi - tra il Basso Medioevo e l'inizio dell'età moderna.
I Radaniti avrebbero ugualmente contribuito allo sviluppo della medicina in seno alle comunità ebraiche dell'Europa occidentale, portando in Europa droghe utili a fungere da farmaci, prodotti medicamentosi e ricette ignote ma funzionanti. Ciò permise a molti loro correligionari di diventare medici apprezzati e celebri, a Parigi come a Venezia, a Oxford come a Salamanca o a Coimbra.
Certi esperti credono che i Radaniti possano aver svolto un ruolo importante nella conversione all'Ebraismo dei Khazari. Inoltre avrebbero partecipato all'insediamento di comunità ebraiche nei diversi centri lungo le strade commerciali da loro percorse: sarebbero stati probabilmente implicati nel popolamento ebraico dell'Europa orientale (Praga), ma anche Asia centrale, Cina e India.

## La fine dell'epoca radanita
Le fonti divergono sul periodo dell'apogeo raggiunto dai Radaniti. Secondo MacDonald, Gastmann (n. 35 della Bibliografia) e altri autori, esso si situa nel X secolo e all'inizio dell'XI secolo. Tuttavia Postan (n. 20) data il declino radanita al IX secolo.
Le ragioni che spiegano il progressivo declino dei Radaniti sono molteplici. La caduta della dinastia Tang in Cina nel 908 e la distruzione del Khaganatot khazaro sessant'anni più tardi generarono caos nel centro dell'Eurasia, nel Caucaso e in Cina stessa. Le vie commerciali diventarono instabili e poco sicure, una situazione aggravata dalle invasioni turche in Persia e Vicino Oriente. La via della seta fu interrotta in varie parti per numerosi secoli. Inoltre la frammentazione del mondo islamico (e, in minor misura, della Cristianità) in piccole entità statuali fornì maggiori opportunità ai non-ebrei di praticare il commercio internazionale. Verso la fine del X secolo e nell'XI secolo, le città europee cominciarono a svilupparsi. Questo periodo fu contrassegnato dall'emergere delle città mercantili italiane, specialmente Amalfi, Genova, Venezia e Pisa (ma anche Napoli, Gaeta e Capua, che consideravano i Radaniti come concorrenti sgraditi. Una classe mercantile cristiana nacque, dapprima nell'Italia meridionale e poi in quella settentrionale, nelle Fiandre e nelle regioni fiamminghe, e nella valle del Reno.
La situazione degli ebrei in Occidente si degradò. A causa del traffico di schiavi e dell'ostilità del clero, i Radaniti avrebbero perso i vantaggi di cui avevano fino ad allora fruito presso le varie corti d'Europa. L'antisemitismo si rafforzò al momento della Prima Crociata e gli ebrei furono vittime di persecuzioni: pogrom, espulsione dai grandi centri commerciali.
Alcuni proseguirono tuttavia nelle loro attività fino alla seconda metà dell'XI secolo. Così, nel 1084, il vescovo di Spira Rüdiger, che sperava di fare della sua diocesi un importante centro commerciale, accordò loro una carta che li autorizzava a risiedere nell'area. Il documento ebbe un impatto positivo. Fu confermato nel 1090 dall'Imperatore Enrico IV ed esteso alla città di Worms.
L'ultima menzione della prosperità degli ebrei della valle del Reno data all'epoca della prima Crociata. I mercanti ebrei della fine dell'XI secolo e del XII secolo continuarono a commerciare ma su scala assai più ridotta rispetto al passato e più localmente dei loro predecessori Radaniti.
L'economia dell'Europa fu profondamente modificata dalla scomparsa dei Radaniti. Ad esempio, i documenti dimostrano che numerose spezie utilizzate correntemente a metà del Medioevo, scomparvero completamente dalle tavole europee del X secolo. Gli ebrei avevano in precedenza beneficiato di un sostanziale monopolio nel commercio delle spezie in gran parte dell'Europa occidentale.
Secoli dopo, Marco Polo e Ibn Baṭṭūṭa narrarono (rispettivamente ai cristiani e ai musulmani) il racconto dei loro viaggi in Estremo Oriente. Si pensa che Ibn Baṭṭūṭa abbia accompagnato commercianti musulmani che viaggiavano in Oriente, percorrendo tragitti simili a quelli usati dai Radaniti.